# Alopecosa orbisaca
Alopecosa orbisaca este o specie de păianjeni din genul Alopecosa, familia Lycosidae, descrisă de Peng et al., 1997. Conform Catalogue of Life specia Alopecosa orbisaca nu are subspecii cunoscute.